# Ingvar Heimer
Gunnar Ingvar Heimer, född 9 april 1942 i Malmö Sankt Petri församling, död 9 februari 2000, var en av de så kallade privatspanarna kring Palmemordet. 
Under elva års tid anordnade han tillsammans med privatspanaren Fritz G Pettersson offentliga möten för att diskutera mordet på Olof Palme och hur det utreddes.
Ingvar Heimer lanserade sin teori under namnet mötesscenariot. Vid mordkvällen den 28 februari 1986 skulle Olof Palme efter biobesöket på Grand gått till ett avtalat möte i korsningen Tunnelgatan - Sveavägen, där han mötte sin baneman. 
Enligt Ingvar Heimer och bland andra författaren Gunnar Wall, finns det uppgifter i utredningen som antyder att makarna Palme stannade till en kort stund och samtalade med en person som sedan följde med dem några meter innan skotten avlossades. För Ingvar Heimer var detta centralt i mordutredningen. 
Ingvar Heimer hittades svårt skadad efter ett sår i bakhuvudet på tunnelbanestationen i Vårberg den 27 januari 2000.  Heimer fördes till Karolinska sjukhuset där han avled den 9 februari. 
Polisen avskrev dödsfallet som en olyckshändelse. Händelsen och dess hantering JO-anmäldes som bristfällig, utan åtgärd av JO.